# Финал Кубка СССР по футболу 1944
Финал Кубка СССР по футболу 1944 года — пятый финал Кубка СССР. Матч состоялся 27 августа 1944 года на стадионе «Динамо» в Москве. В финале встретились московский ЦДКА и ленинградский «Зенит». Победу одержал ленинградский клуб, став первой немосковской командой — обладателем Кубка СССР.

## Путь к финалу
| ЦДКА (Москва)        | ЦДКА (Москва) | ЦДКА (Москва) | Зенит (Ленинград) | Зенит (Ленинград) | Зенит (Ленинград)     |
| -------------------- | ------------- | ------------- | ----------------- | ----------------- | --------------------- |
| Трактор (Сталинград) | 5:0           | 1/16 финала   | 1/16 финала       | Динамо (Москва)   | 3:1                   |
| Локомотив (Москва)   | 5:0           | 1/8 финала    | 1/8 финала        | Динамо-2 (Москва) | 0:0 (д.в.), 1:0       |
| Динамо (Ленинград)   | 4:1           | 1/4 финала    | 1/4 финала        | Динамо (Баку)     | 1:0                   |
| Торпедо (Москва)     | 3:2           | 1/2 финала    | 1/2 финала        | Спартак (Москва)  | 2:2 (д.в), 1:0 (д.в.) |

Для московского ЦДКА путь к финалу сложился довольно легко. В довоенных чемпионатах СССР армейцы не были в числе фаворитов, но к 1944 году сложился костяк той самой «команды лейтенантов», доминировавшей наряду с московским «Динамо» во всесоюзных первенствах с 1945 по 1951 год. ЦДКА легко, с разгромным счётом одолел своих соперников на стадиях 1/16, 1/8 и 1/4 финала и только в полуфинале против московского «Торпедо» получился напряжённый матч: торпедовцы первые открыли счёт, затем, проигрывая 3:1, сумели сократить разрыв, но в упорной концовке большего добиться не смогли.  
Путь же «Зенита» оказался куда как сложнее. Уже на стадии 1/16 финала жребий определил в соперники ленинградскому клубу одного из лидеров довоенного и послевоенного футбола московское «Динамо». Однако, игра, проходившая в Ленинграде, окончилась уверенной победой «Зенита» со счётом 3:1. Через неделю, уже в Москве в матче 1/8 финала ленинградские футболисты встретились с второй командой «Динамо». 90 минут основного времени и 30 дополнительного закончились без забитых голов и потому по регламенту на следующий день была назначена переигровка. Вторая игра была также очень напряжённой и всё решил только гол ветерана ленинградского клуба Алексея Ларионова. В 1/4 финала «Зенит» в Ленинграде принимал бакинское «Динамо» и в этом матче тоже всё решил только один гол. В полуфинале ленинградский клуб встретился с другим грандом довоенного советского футбола — московским «Спартаком». Матч получился остросюжетным — ленинградские футболисты первые забили гол, но затем пропустили два и отыгрались только за две минуты до конца второго тайма. В дополнительное время уже зенитовцы были близки к тому, чтобы вырвать победу, но Виктор Бодров не смог реализовать пенальти на 117-й минуте. В итоге игра закончилась 2:2 и на следующий день была назначена переигровка. В повторной игре в основное время счёт открыт не был, а единственный мяч был забит ленинградцем Чучеловым на 97-й минуте.
Таким образом, «Зенит» провёл по сути на три игры больше ЦДКА — ленинградцы провели две переигровки, плюс трижды назначалось дополнительное время по 30 минут, что суммарно равно времени полного матча.

## Детали матча
| ЦДКА (Москва) | 1:2      | Зенит (Ленинград)           |
| ------------- | -------- | --------------------------- |
| Гринин 35′    | Протокол | Чучелов 58′ · Сальников 68′ |

| ЦДКА | Зенит |

| ЦДКА:           |  |                       |     |
|                 |  |                       |     |
| В               |  | Владимир Никаноров    |     |
| З               |  | Александр Прохоров    |     |
| З               |  | Иван Кочетков         |     |
| З               |  | Константин Лясковский |     |
| П               |  | Александр Виноградов  | 53' |
| П               |  | Иван Щербаков         |     |
| Н               |  | Алексей Гринин        |     |
| Н               |  | Валентин Николаев     |     |
| Н               |  | Григорий Федотов (к)  |     |
| Н               |  | Пётр Щербатенко       |     |
| Н               |  | Владимир Дёмин        |     |
| Запасной:       |  |                       |     |
| П               |  | Владимир Шлычков      | 53' |
| Главный тренер: |  |                       |     |
| Борис Аркадьев  |  |                       |     |

| Зенит:             |  |                   |
|                    |  |                   |
| В                  |  | Леонид Иванов     |
| З                  |  | Николай Копус     |
| З                  |  | Иван Куренков (к) |
| З                  |  | Алексей Пшеничный |
| П                  |  | Виктор Бодров     |
| П                  |  | Алексей Яблочкин  |
| Н                  |  | Борис Левин-Коган |
| Н                  |  | Николай Смирнов   |
| Н                  |  | Борис Чучелов     |
| Н                  |  | Алексей Ларионов  |
| Н                  |  | Сергей Сальников  |
| Главный тренер:    |  |                   |
| Константин Лемешев |  |                   |

## Ход матча
Команды вышли на поле под звуки футбольного марша. Капитаны команд Григорий Федотов и Иван Куренков обменялись приветствиями и букетами цветов. Капитаны бросили жребий, который был не в пользу ленинградцев, так как в первом тайме им пришлось играть против солнца и ветра. Судья всесоюзной категории Эльмар Саар дал свисток о начале матча.
В первом тайме преимуществом владели армейцы. Несколько раз Алексей Гринин опасно подавал угловые, но защитникам «Зенита» удавалось разрядить обстановку. В один из моментов Пётр Щербатенко точно направляет мяч в угол ворот, и лишь бросок вратаря Леонида Иванова спасает ленинградцев от гола.
Всё же преимущество ЦДКА в первом тайме воплотилось в гол. На 35-й минуте Алексей Гринин обойдя своих тёзок Яблочкина и Пшеничного, приблизился по правому краю к лицевой линии и под очень острым углом нанёс сильный удар в правый угол ворот Леонида Иванова — 1:0 в пользу армейцев.
Благодаря отлично игравшему вратарю «Зенита», несколько раз выручавшему команду, в первом тайме счёт так и не изменился.
В перерыве матча тренер ленинградцев Константин Лемешев перестраивает нападение: Борис Левин-Коган переходит на место центр-форварда, а его место на правом краю занимает Николай Смирнов, а также даёт установку усилить темп и играть преимущественно передачами мяча низом.
Во втором тайме ленинградцы перехватили инициативу. Возможно это произошло из-за того, что во втором тайме капитан ЦДКА Григорий Федотов не смог играть в полную силу: забинтованная нога не давала ему возможности принимать участие в быстрых атаках. А также из-за замены в начале второго тайма ведущего полузащитника армейцев Александра Виноградова, который не смог продолжить игру из-за повреждения и был заменён на Владимира Шлычкова. Возможно также сказалась подготовка ленинградцев, которые обычно прекращали тренироваться за два дня до игры и набирались сил, благодаря этому во втором тайме были более «свежими» на фоне уставших соперников.
На 55-й минуте вратарь армейцев Владимир Никаноров выручает команду от неминуемого гола. Спустя три минуты Борис Чучелов в центре поля подхватил мяч, выбитый от штрафной «Зенита», и стал убегать от защитника ЦДКА Ивана Кочеткова, который вцепился в футболку форварда. Несколько метров Чучелов «тащил на себе» армейца, не обращая внимания на захваты, толчки и удары по ногам, но опытный эстонский арбитр Саар не стал останавливать игру — Чучелов вырвался и, выйдя с вратарём один на один, ударом низом в дальний угол ворот сравнял счёт.
Через десять минут вновь следует острая атака зенитовцев. Борис Левин-Коган с левого края передаёт мяч назад на ход набирающему скорость Виктору Бодрову, и тот посылает его на Николая Смирнова, который наносит удар. Мяч попадает в защитника армейцев и отскакивает к 18-летнему нападающему Сергею Сальникову, который забивает гол — 2:1 в пользу «Зенита».
Когда до конца матча оставались считанные минуты, игроки ЦДКА бросились в атаку. Создалось очень напряжённое положение у ворот «Зенита», но армейцам не повезло. Сильно пущенный мяч ударился в штангу ворот и отскочил в поле. Матч так и закончился со счётом 2:1 в пользу «Зенита».
По окончании матча «Зениту» был вручён Кубок СССР. Кроме того, зенитовцы получили дипломы первой степени и ценные подарки. После окончания матча многие газеты отмечали безошибочное судейство эстонского арбитра.
Матч транслировался по радио, репортаж вёл Вадим Синявский. Также игру снимала специальная бригада Центральной студии кинохроники.
Все стадии розыгрыша Кубка СССР 1944 года ленинградцы провели в неизменном составе.